# Becherovka
A Becherovka (korábban Karlsbader Becherbitter – „karlsbadi Becher-keserű”) nevű ital egy Karlsbadból (ma Karlovy Vary, Csehország) származó, zöldes-sárgás színű gyomorkeserű, azaz bitter. Ánizzsal, fahéjjal és körülbelül 32 más gyógynövénnyel, fűszerrel ízesítik, alkoholtartalma 38%.
Általában hűtve és digestifként fogyasztják. Tonikkal kevert változatát „betonként" is ismerik (becherovka-tonic), mely csehül is betont jelent.

## Történet
1805-ben a patikus Josef Becher karlsbadi Három pacsirtához címzett fogadójában megszállt Plettenberg Mietingen gróf, aki magával hozta angol orvosát, Dr. Frobriget is. Kiderült, hogy mind az angol orvosnak, mind vendéglátójuknak, a német-cseh patikusnak szenvedélye gyógyfüvekből alkoholos kivonatok készítése.
A közös kísérletezések után, amikor Dr. Frobrig elhagyta Karlsbadot, új barátjának csak egy papírdarabkát hagyott, amelyen egy recept mellé a doktor mindössze a következő szavakat vetette: „Ez egész jónak tűnik." Hosszas próbálkozások és kísérletezgetés után Josef Bechernek sikerült elkészítenie azt a keveréket, amelyet ma Becherovkaként ismerünk. A történethez hozzá tartozik, hogy Josef Becher és Dr. Frobrig az 1805. évi találkozásuk után soha többé nem látták egymást.
1807-ben kezdte meg Josef Becher cége a gyomorkeserű gyártását Carlsbader English Bitter [karlsbadi angol keserű], majd Karlsbader Becherbitter [karlsbadi Becher-keserű] néven. Josef Becher 1841-ben átadta cégét fiának, Johann Bechernek (neve csehül Jan Becher, amelyet a mai napig minden üvegen olvashatunk). Az ő vezetése mellett vált igazán ismertté a gyomorkeserű, és kezdték meg az ital nagyüzemi gyártását.
A Karlsbader Becherbitter akkor vált Becherovkává, amikor az I. világháború után a Csehország – akkor még – túlnyomórészt németek lakta része a frissen alapított Csehszlovákia része lett. A II. világháború után államosították a gyárat, 2008 óta azonban a Becherovka a Pernod Ricard italgyárhoz tartozik.

## Előállítás
A Becherovka elkészítéséhez szükséges gyógynövénykeverék pontos receptje titkos, amelyet az italt előállító gyárban is mindössze ketten ismernek. A recept alapján a 21 gyógynövényből összeállított keverékeket zsákokba rakva egy héten keresztül áztatják alkoholban, majd az így elkészült kivonatot tölgyfahordókba öntik, ahol vízzel, borpárlattal, cukorral és egyéb adalékokkal együtt 2-3 hónapig érlelik.